# ريو ناريتا
ريو ناريتا (باليابانية: 成田凌؛ بالكانا: なりた りょう) هو عارض وممثل ياباني، ولد في 22 نوفمبر 1993 في سايتاما في اليابان.

## وصلات خارجية
- الموقع الرسمي
- ريو ناريتا على موقع IMDb (الإنجليزية)
- ريو ناريتا على موقع قاعدة بيانات الفيلم (الإنجليزية)